# Salvador Nasralla
Salvador Alejandro César Nasralla Salum, conegut com a Salvador Nasralla   (Tegucigalpa, 30 de gener de 1953), és un polític hondureny. La seva popularitat televisiva a Hondures, assolida durant més de trenta anys de carrera, li va valer el sobrenom d'"el señor de la televisión"." Es va presentar a les eleccions hondurenyes del 2013 liderant el seu propi partit, que va anomenar Partido Anticorrupción, amb el qual va obtenir un 13% dels vots. Es va presentar a les eleccions de 2017 encapçalant la coalició Alianza de Oposición contra la Dictadura.